# Programme Kallikratis
« Kallikratis » redirige ici.  Pour l'architecte homonyme, voir Callicratès.

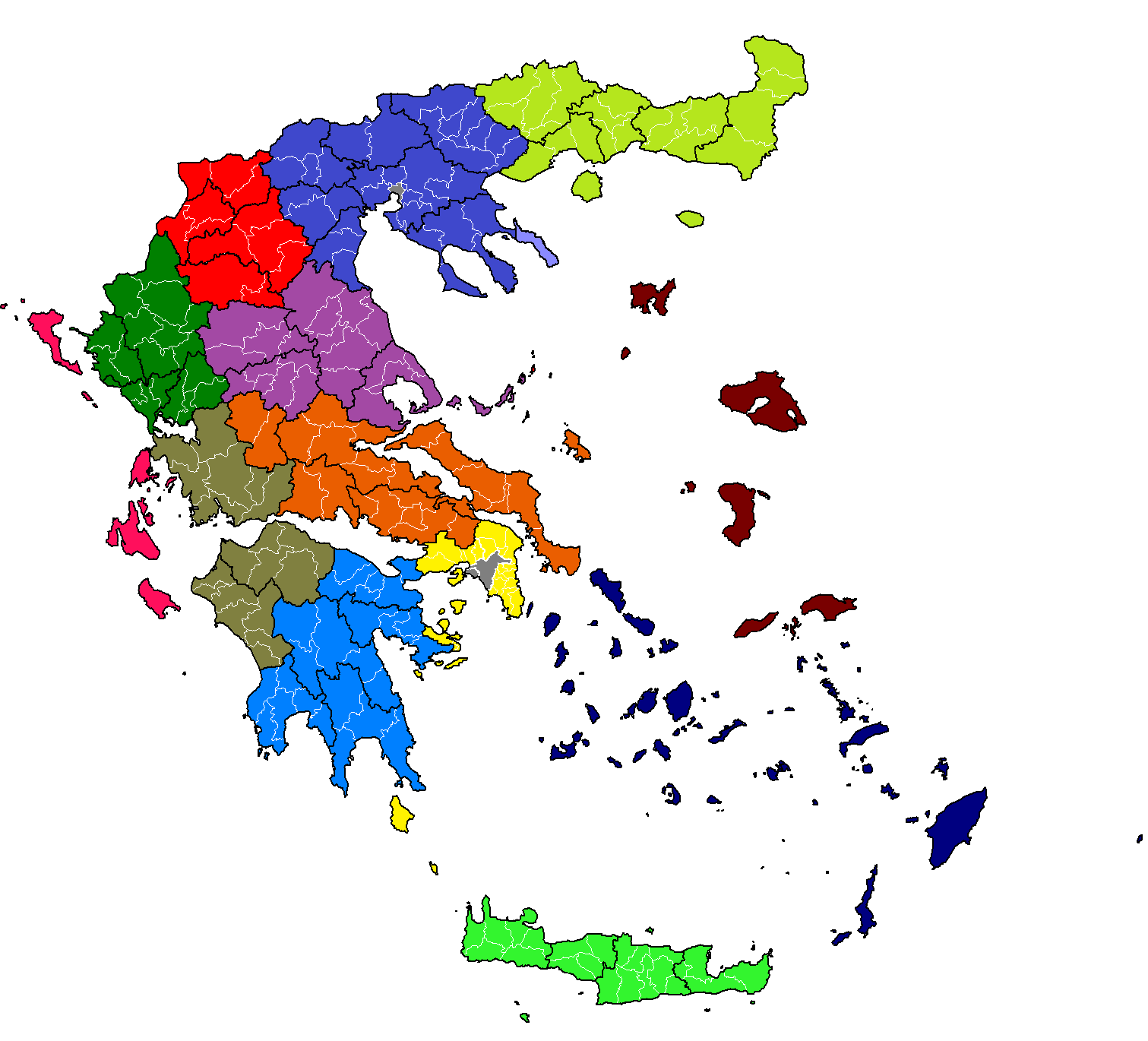
Les subdivisions de la Grèce après la réforme Kallikratis de 2010.

Le programme Kallikratis (en grec moderne : Πρόγραμμα Καλλικράτης) est une réforme politique de la Grèce en 2010 concernant sa subdivision territoriale dans le but de réaliser une économie d'échelle et de diminuer le nombre de fonctionnaires.

## Vers le programme Kallikratis
Le programme Kapodistrias de réforme administrative et territoriale de la Grèce datant de 1997 a paru rapidement lui-même réformable. Depuis plusieurs années, des discussions ont eu lieu au sujet d'une réforme de l'administration des communes sous le nom de « Kapodistrias 2 ».
Les élections législatives grecques de 2009 et la venue sur le devant de la scène de la crise financière grecque ont rendu évidente l'urgence de la réforme.
L'effectif du service public, une certaine inefficience de l'administration grecque ainsi que la nécessité de réaliser des économies, sont alors mis en exergue par des observateurs financiers. 
Les pays de l'Union européenne sollicités par le gouvernement Papandréou pour une aide financière et le Fonds monétaire international conditionnèrent leur participation à des économies substantielles et des réformes d'envergure.

## Points clefs du programme
Le programme Kallikratis, du nom de l'architecte de l'Acropole d'Athènes, fait passer le nombre d'échelons politiques (administratifs) de cinq à trois. Des milliers d'unités administratives sont ainsi supprimées ou fusionnées.
- Le nombre de communes passe de 1 034 à moins de 370. Chaque île, à part la Crète et Eubée, n'a plus qu'une administration communale.
- Les 54 nomes (préfectures) alors regroupés au sein de 13 régions administratives autonomes (périphéries) avec un président élu, sont remplacés par 74 districts régionaux.
- Au niveau des directions administratives de l'administration centrale baptisé diocèses décentralisés, les 13 régions administratives du programme Kapodistrias sont regroupées au sein de sept directions administratives avec un directeur nommé par le gouvernement.
- Le nombre de lieux d'administration des districts communaux et des communes passe de 6 000 à 2 000[1].
- Le nombre de représentants élus diminue de moitié. Ainsi, le nombre d'élus payés, maires, préfets et conseillers préfectoraux (soit 80 % du total), passe de 50 000 à 25 000. 60 % des salaires des 914 maires, 120 chefs locaux, 57 préfets, 195 vice-préfets, 1 496 conseillers préfectoraux, 703 conseillers régionaux sont ainsi économisés[2].
- Selon les médias, 200 000 fonctionnaires sont concernés par le programme Kallikratis[3].
- Le programme Kallikratis devrait engendrer 1,8 milliard d'euros d'économies chaque année[4].

## Historique du vote du programme
Le programme Kallikratis a été accepté en conseil des ministres le 28 avril 2010 et rendu public par le ministre de l'intérieur, de la décentralisation et de l'e-gouvernement, Giannis Ragousis.
« Le programme signifie la fin d'une époque du pays le plus centralisé d'Europe et le début d'une nouvelle ère… Il y a maintenant une conscience généralisée que la prodigalité, le clientélisme, la centralisation et l'inefficience de l'État sont les raisons des difficultés grecques, telles que nous les vivons aujourd'hui » (Giannis Ragousis).
Le projet de loi a été présenté au parlement grec le 21 mai 2010 et voté le 27 mai 2010,.
La réforme est entrée en vigueur le 1er janvier 2011 ; les élections communales des 7 et 14 novembre 2010 ont permis la première mise en œuvre concrète du programme.

## Modifications administratives apportées par le programme Kallikratis
Source : Wikipedia en grec : Πρόγραμμα Καλλικράτης
| | Ancienne organisation administrative | Organisation administrative selon le programme Kallikratis |
| --------------------------------------------------------------------------------------------------- | --- | --- |
| Commune (Δήμος)                                                                                     | - Unité territoriale locale (communale). - Au total 914 dèmes (communes) (δήμοι) et 120 communautés (κοινότητες). La plupart ont été mises en place par le « Programme Kapodistrias ». - Organisés en districts communaux (δημοτικά διαμερίσματα) ; des communes autonomes communautés (Ez. kinotita κοινότητα) votaient auparavant leurs propres représentants.                                                     | - Premier échelon administratif - Unité territoriale locale : dème (commune). - Réduction à 325 dèmes par des unifications librement choisies ou par voie hiérarchique - Prise en charge partielle des compétences des préfectures (nomes ou nomarchies) - Les dèmes sont organisés en « districts (ou « unités ») communaux » (Δημοτική ενότητα\|δημοτικές ενότητες), dont le territoire correspond aux anciennes communes. Les districts communaux s'organisent à leur tour en « communautés municipales » (dimotiki kinotita δημοτική κοινότητα) ou « communautés locales » (topiki kinotita τοπική κοινοτιτα) selon le nombre d'habitants ; ces circonscriptions correspondent aux anciens districts communaux et élisent des représentants locaux. |
| Préfecture (nome ou nomarchie) (Νομαρχία)                                                           | - Deuxième niveau administratif avec une administration propre - En tout 3 préfectures supérieures et 54 préfectures. Organisation du pays en préfectures et de l'Attique en districts préfectoraux. | - Supprimé. Les préfectures deviennent seulement des districts régionaux dépendants des régions correspondantes (periferiaki enotita περιφερειακή ενότητα). |
| Région (Periferia Περιφέρεια)                                                                       | - Troisième échelon administratif sans administration propre - En tout, 13 régions administratives ('Diikitiki periferia Διοικιτική περιφέρεια) - Compétent pour la coordination et le contrôle judiciaire de l'administration locale ainsi que la traduction de la politique d'État au niveau régional. - Le secrétaire général de la région (genikos grammateas γενικός γραμματέας) est nommé par le gouvernement. | - Deuxième échelon administratif avec une administration propre avec prise en charge partielle des compétences des préfectures. - 13 régions (en grec Periferia Περιφέρεια) correspondant au 13 régions administratives d'avant le plan - Gouverneur élu (periferiarchis περιφερειάρχης) et conseil régional |
| 7 directions administratives (diocèses décentralisés) (Apokendomeni Diikisi Αποκεντρωμένη Διοίκηση) | N'existaient pas | - Troisième échelon administratif - Les 7 diocèses décentralisés : - Crète, ayant son siège à Héraklion. - L'administrateur (Secrétaire général) est nommé par le gouvernement - Transfert de l'essentiel des compétences des régions administratives |
| Administration communale                                                                            | Environ 6 000 administrations et personnes juridiques des communes | Réduction à environ 2 000 par fusions et suppressions |
| Finances communales                                                                                 | Budget de l'État, programmes européens, impôts locaux, moyens propres (comme : entreprises situées sur la commune, économie des plages, carrières, etc.) | S'y ajoutent une participation aux impôts nationaux (taxe sur la valeur ajoutée, impôt sur le revenu, impôt foncier). |
| Élections communales                                                                                | Tous les 4 ans en octobre. Si le premier n'atteint pas 42 % des voix, il y a un second tour le dimanche qui suit pour départager les deux premiers. | Tous les 5 ans en juin, en même temps que les élections pour le Parlement européen (à l'exception des élections de 2010). La majorité absolue est de rigueur. Si elle n'est pas atteinte au premier tour, a lieu un second tour le dimanche suivant pour départager les deux premiers. |